# Phoberus nasutus
Phoberus nasutus is een keversoort uit de familie beenderknagers (Trogidae). De wetenschappelijke naam van de soort is voor het eerst geldig gepubliceerd in 1872 door Harold als Trox nasutus.